# A1 Team Brazilië
Het A1 Team Brazilië was een Braziliaans raceteam dat deelnam aan de A1GP. Het team werd gerund door Super Nova Racing.
Eigenaar van het team was Luís Vicente. De wagen was uitgevoerd in grijs, met groene en gele accenten.
Bij de eerste race volgens de A1GP-regels, in 2005 op het circuit van Brands Hatch, won Nelson Piquet jr. zowel de sprintrace als de hoofdrace voor Brazilië. Het seizoen werd afgesloten op een zesde plaats, een eindstand die Brazilië in latere seizoenen niet kon evenaren. Na Brands Hatch in 2005 kwam kwam het team in geen enkele race meer hoger dan de tweede plaats.

## Coureurs
De volgende coureurs hebben gereden voor Brazilië, met tussen haakjes het aantal races.
- Nelson Piquet jr. (14, waarvan 2 overwinningen)
- Felipe Guimarães (14)
- Sérgio Jimenez (12)
- Bruno Junqueira (10)
- Christian Fittipaldi (8)
- Tuka Rocha (8)
- Raphael Matos (6)
- Alexandre Sarnes Negrão (4)
- Vitor Meira (2)